# ورزشگاه دیگنیتی هلث اسپورتس پارک

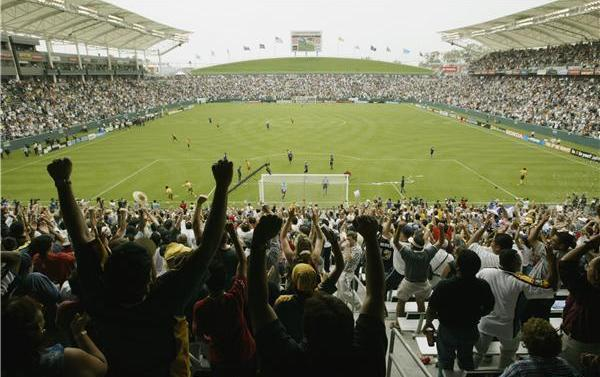

ورزشگاه دیگنیتی هلث اسپورتس پارک (به انگلیسی: Dignity Health Sports Park) یا سابقاً ورزشگاه هوم دیپو سنتر (به انگلیسی: The Home Depot Center) و ورزشگاه استاب‌هاب سنتر انگلیسی: Stubhub Center Stadium) با ظرفیت ۲۷٬۰۰۰ نفر در شهر کارسون ایالت کالیفرنیا واقع شده‌است. ابعاد این ورزشگاه ۶۹ در ۱۱۰ متر است. در تاریخ ۲۰۰۳ تأسیس شد و دارای زمین چمن می‌باشد.